# Stanisław Marczuk (wicewojewoda)
Stanisław Marczuk (ur. 16 września 1931 w Koroszczynie, zm. 17 maja 2014) – polski  działacz państwowy i inżynier rolnictwa, w latach 1981–1984 przewodniczący prezydium Wojewódzkiej Rady Narodowej w Białej Podlaskiej, w latach 1984–1990 wicewojewoda bialskopodlaski.

## Życiorys
Ukończył studia z inżynierii rolnictwa. Przez 12 lat był kierownikiem Państwowego Gospodarstwa Rolnego w Koroszczynie. W 1975 został bezpartyjnym radnym Wojewódzkiej Rady Narodowej w Białej Podlaskiej, w 1981 na fali odwilży solidarnościowej wybrany przewodniczącym jej prezydium. W lutym 1984 przeszedł na stanowisko wicewojewody bialskopodlaskiego, które zajmował do czerwca 1990. W 1989 kandydował do Sejmu w okręgu wyborczym nr 8 (popierany przez stronę komunistyczną, przegrał z Jackiem Szymanderskim). W III RP aktywny jako biegły sądowy z zakresu księgowości i członek koła łowieckiego.
Ożenił się z ekonomistką Kazimierą. Doczekali się dwóch synów, w tym Andrzeja, nauczyciela akademickiego. Pochowany na cmentarzu komunalnym w Białej Podlaskiej.